# Gundekar II.
Gundekar II. (auch: Gunzo) (* 10. August 1019; † 2. August 1075 in Eichstätt) war Bischof von Eichstätt von 1057 bis 1075. Er wird als Seliger verehrt, obwohl nie eine offizielle Seligsprechung erfolgte.

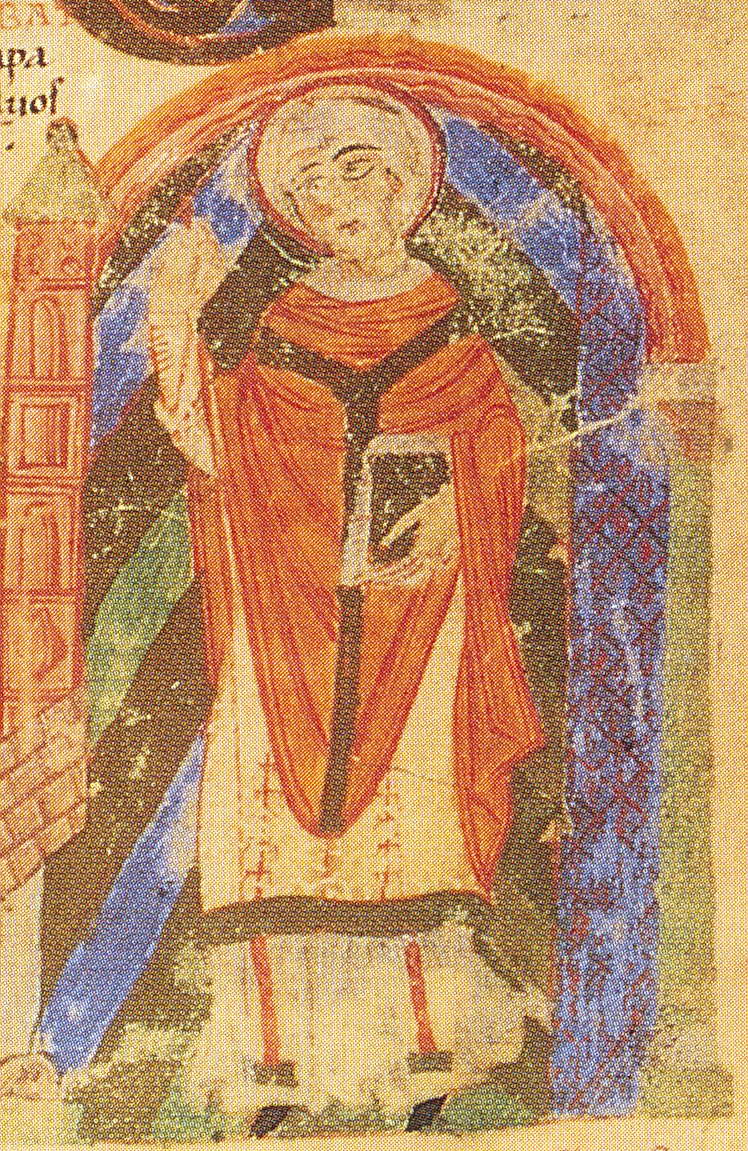
Gundekar II. im Pontifikale Gundekarianum

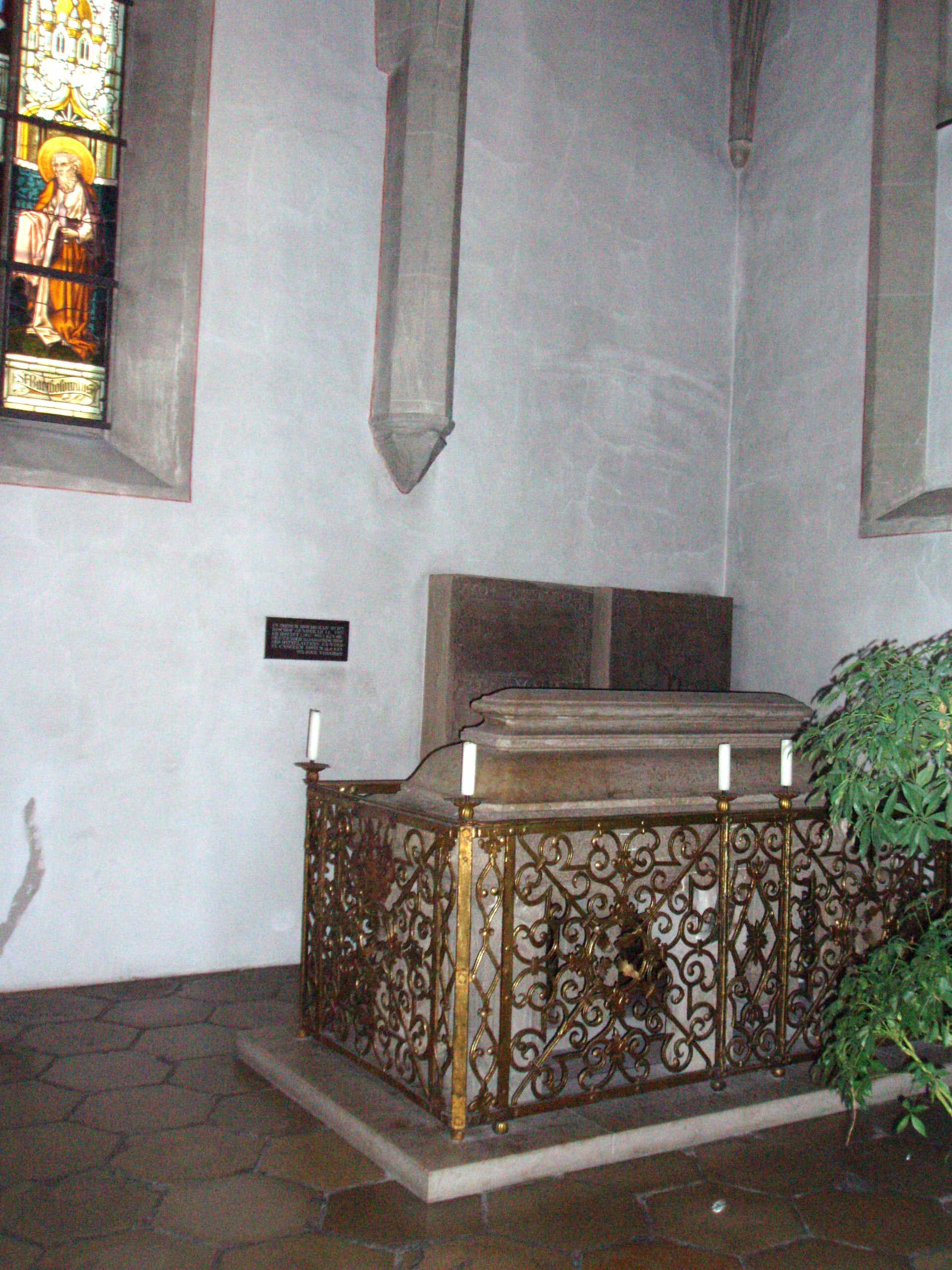
Hochgrab von Bischof Gundekar II. im Eichstätter Dom

## Herkunft
Sein Vater hieß Reginher, die Mutter Irmingart, seine Schwester Touta. Über das Geschlecht, aus dem er stammte, lässt sich nichts Zuverlässiges aussagen. Er stand aber in verwandtschaftlicher Beziehung zu Erzbischof Siegfried I. von Mainz (1060–84), so dass vermutet werden kann, dass Gundekar wie dieser einem mittelrheinischen Adelsgeschlecht angehörte. Ein weiterer Verwandter war Bischof Egilbert von Passau (1045–65), zuvor Hofkaplan der Kaiserin Agnes von Poitou, der Gemahlin von König Heinrich III.

## Leben und Wirken
Wann und wie der junge Gundekar nach Eichstätt kam, ist nicht überliefert; jedenfalls weilte er hier bereits als Kind, wurde hier erzogen und zu einem unbekannten Zeitpunkt Mitglied des Domkapitels. 1045 wurde er von Königin Agnes in Nachfolge von Egilbert zum Hofkaplan ernannt und verließ Eichstätt. In den folgenden Jahren gehörte er sozusagen zur königlichen Familie und kam in Kontakt zu den übrigen Hofkaplänen, zumeist Bischöfen, die vielfach die Reichskanzlei verwalteten; mit einigen von ihnen pflegte er noch in späteren Zeiten rege freundschaftliche Beziehungen. An der Seite der Kaiserin erlebte er den frühen Tod Heinrichs III. am 5. Oktober 1056. Am 20. August 1057 wurde er auf Veranlassung der Kaiserin noch in der Pfalz zu Tribur zum Bischof von Eichstätt designiert und am 5. Oktober 1057 in Speyer im Beisein von 14 Reichsbischöfen als Bischof investiert. Die Inthronisation in Eichstätt erfolgte am 17. Oktober 1057. Die bischöfliche Weihe fand am 27. Dezember 1057 in der Kaiserpfalz Bodfeld statt.
Bisher im Dienste der Reichsgeschäfte stehend, konzentrierte er sich als Bischof auf geistliches Wirken. Hierzu verdichtete er das Netz von Pfarreien und ließ überall Kirchen errichten; von seinen 126 Kirchenweihen erfolgten 101 innerhalb seines eigenen Bistums, in der Grafschaft Hirschberg, in Weißenburg, Pleinfeld, Ornbau, Wassertrüdingen, Pappenheim, in Berching und dessen heutigem Ortsteil Holnstein, im Herriedener Raum, in der Landschaft südlich der Pegnitz und um Altdorf bei Nürnberg. Außerhalb des Bistums nahm er Kirchenweihen in den Diözesen Augsburg, Würzburg und Freising vor. Dieser umfangreiche Ausbau der Pfarrstruktur und der Bau der Kirchen in romanischer und damit erstmals durchgängig steinerner Baukunst war nur durch das Eigenkirchenwesen, d. h. durch das Engagement des jeweiligen Grundherren, möglich. Bischöfliche Eigenkirchen mit dem alleinigen Besetzungsrecht durch den Bischof entstanden nur wenige. In Eichstätt selbst ließ er den teilweise niedergelegten Dom wieder errichten und weihte ihn 1060 neu. Zwei Jahre später konnte er die südlich des Domes angebaute Johanneskapelle weihen und wiederum zwei Jahre später die Ostkrypta.
Den Kontakt zum kaiserlichen Hof gab Gundekar nicht ganz auf. 1059 war er auf einem Hoftag zu Speyer, und 1061 nahm er – wohl auf Einladung der Kaiserin-Witwe Agnes – an der Weihe des Ostchores des Speyerer Kaiserdoms teil. Auf einen Hilferuf Heinrichs IV. hin für dessen Feldzug gegen die Sachsen machte sich Gundekar auf den Weg nach Norden und weilte im Hoflager zu Breitenbach bei Fulda. Während seiner Regierungszeit wurden drei Eichstätter Kanoniker zu Reichsbischöfen berufen. Im Investiturstreit verhielt sich Gundekar jedoch neutral; er verzichtete auf jede Einflussnahme auf die Reichs- und Kirchenpolitik.
Gundekar wurde in der von ihm 1062 erbauten Johanneskapelle des Domes beigesetzt. Bald setzte die Verehrung des toten Bischofs ein, der als „Seliger“ gilt, auch wenn es nie ein offizielles Seligsprechungsverfahren gegeben hat. 1309 wurden seine Gebeine in einen Steinsarkophag erhoben, der 1808 innerhalb des Domes versetzt wurde und seit 1975 wieder im gotischen Nachfolgebau der Johanneskapelle steht.

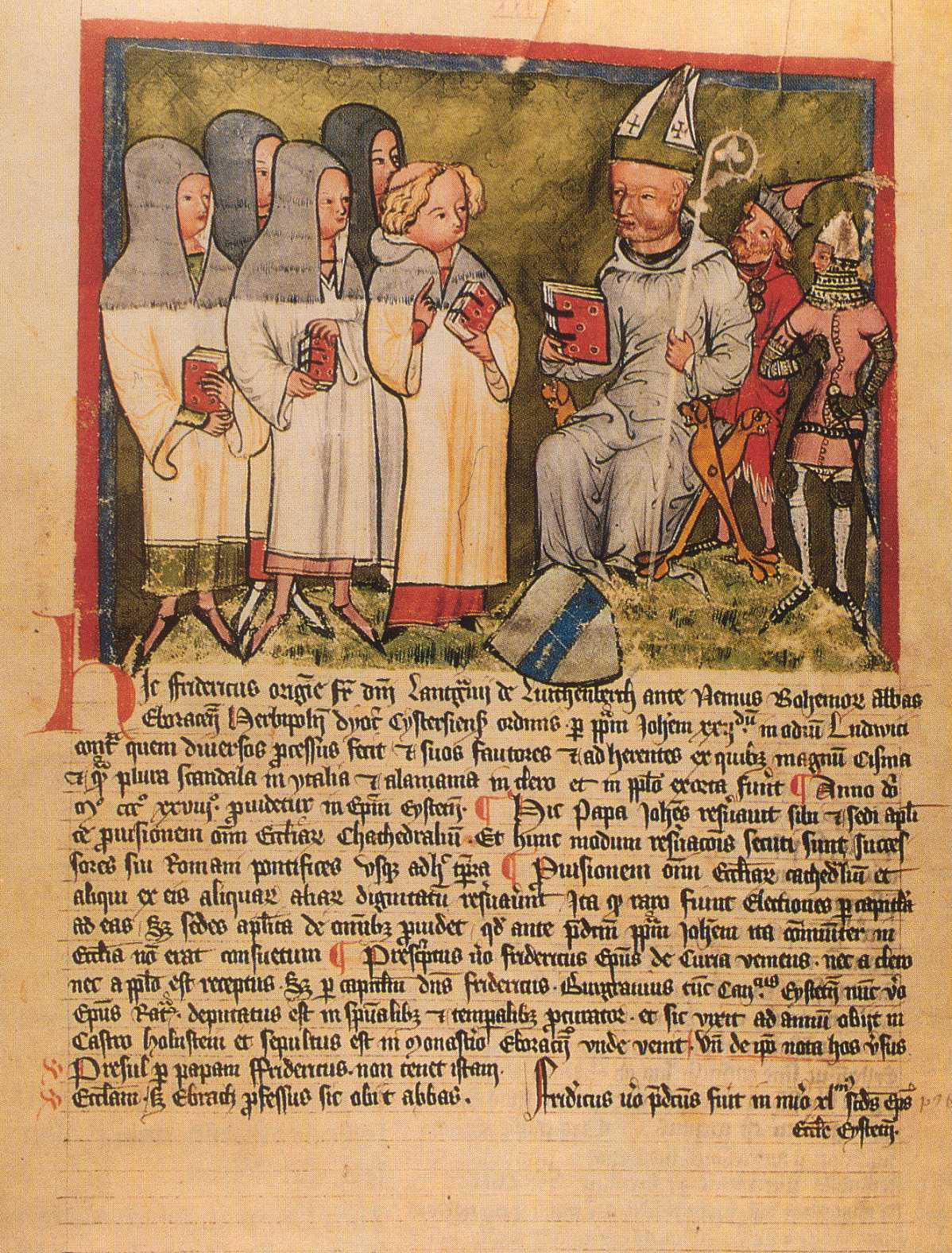
Bischof mit Domherren. Eine Seite aus dem Pontifikale Gundekarianum

## Gundekarianum
Hauptartikel: Pontifikale Gundekarianum
1072 übergab Gundekar an seine Domkirche eine prächtig ausgestattete Handschrift, das sogenannte Gundekarianum, einen Sammelband von 204 Blättern, der nach Gundekar auf 257 Blätter erweitert wurde. 110 Blätter bilden ein Pontifikale, eine Zusammenstellung der vom „pontifex“, vom Bischof zu spendenden Sakramente, Weihehandlungen und Segnungen. Hierin zeigt sich auch, dass Gundekar ein Anhänger der Kirchenreform war, denn diese legte besonderen Wert auf die gültige Vermittlung sakramentalen Heils. Nach einem Kalendarium folgt ein Rituale, d. h. eine Zusammenstellung von Segnungen, Beschwörungen und Gebeten. Dem Ganzen sind Seiten mit historischen Einträgen seit der Bistumsgründung unter dem hl. Willibald und Seiten mit Miniaturmalereien vorgeschaltet, die von seinen Nachfolgern bis 1697 mit insgesamt 19 eingebundenen Fortsetzungen mit den Bischofsviten und Bischofsbildern in Miniaturmalerei ergänzt wurden. Das Original wird im Diözesanarchiv verwahrt; ein kommentierter Reprint wichtiger Seiten liegt seit 1987 in 380 Exemplaren vor.